# Guillaume Restes
Guillaume Lino Restes (Toulouse, 11 maart 2005) is een Frans-Ivoriaans voetballer die speelt als doelman. In augustus 2023 debuteerde hij voor Toulouse.

## Clubcarrière
Restes speelde in de jeugd van Toulouse Montaudran en werd na een jaar opgenomen in de opleiding van Toulouse. Hier tekende hij in de zomer van 2021 zijn eerste professionele contract. Voorafgaand aan het seizoen 2023/24 kreeg de doelman te horen dat hij achter Kjetil Hauge reservedoelman van het eerste elftal zou worden, maar hij kreeg de kans in de voorbereiding en overtuigde trainer Carles Martínez Novell om hem de kans te geven. Zo keepte hij tijdens de laatste oefenwedstrijd tegen AS Roma, die met 2–1 gewonnen werd. Zijn officiële debuut maakte hij vervolgens op 13 augustus 2023, toen in de Ligue 1 op bezoek bij FC Nantes gespeeld werd. Hij mocht in de basis starten en wist in de eerste helft een strafschop van Mostafa Mohamed niet te stoppen. Door doelpunten van Zakaria Aboukhlal en Rasmus Nicolaisen won Toulouse de wedstrijd alsnog met 1–2. Na de wedstrijd kreeg Restes complimenten van zijn trainer. In oktober 2023 werd zijn contract opengebroken en verlengd tot medio 2028.

## Clubstatistieken
| Seizoen | Club     | Competitie | Competitie | Competitie | Beker | Beker | Internationaal | Internationaal | Totaal | Totaal |
| Seizoen | Club     | Competitie | Wed.       | Dlp.       | Wed.  | Dlp.  | Wed.           | Dlp.           | Wed.   | Dlp.   |
| ------- | -------- | ---------- | ---------- | ---------- | ----- | ----- | -------------- | -------------- | ------ | ------ |
| 2023/24 | Toulouse | Ligue 1    | 34         | 0          | 1     | 0     | 8              | 0              | 43     | 0      |
| 2024/25 | Toulouse | Ligue 1    | 17         | 0          | 1     | 0     | 0              | 0              | 18     | 0      |
| Totaal  | Totaal   | Totaal     | 51         | 0          | 2     | 0     | 8              | 0              | 61     | 0      |

Bijgewerkt op 16 januari 2025.